# Лука Зима
Лука Зима (словен. Luka Zima; Подложе, Мајшперк, 13. октобар 1830 — Вараждин, 16. март 1906) је био словеначки класични филолог и слависта. 

## Породица
Рођен је у земљорадничкој породици од оца Антона и мајке Елизабете у насељу Подложе у општини Мајшперк, тадашње Аустријско царство. Оца је рано изгубио, па је бригу о њему водила много старија удата сестра. Оженио се 1863. године, али му је супруга након дуге болести умрла фебруара 1870. Остао је као удовац да води бригу о двоје мале деце. Поново се зато оженио средином те године, како би деца имала оба родитеља.

## Образовање
Основну школу похађао је у Мајшперку, а гимназију у Марибору (1845-52) и Загребу (матурирао 1853). Класичну филологију студирао је у Прагу и Грацу, где је и дипломирао 1856. године. У Прагу се спријатељио са песником Јованом Јовановићем Змајем.

## Професор
Дошао је у Срем након завршетка студија у Прагу, у друштву са колегом земљаком Јосифом Житеком. Радио је као професор грчког и латинског у Карловачкој гимназији (1856–76), а потом у вараждинској гимназији (1876–91). Највише је имао утицаја на младог гимназијалца Јован Туромана, који ће касније као професор Велике школе објавити 1910. године Зимине необјављене "Омање списе". Зима је напустио Карловце као приморан, јер му гимназијски патронат није дао (признао године стажа) тражену пензију. Њу ће стећи касније у Вараждину. Превремено је пензионисан због здравствених проблема 1892. године. Већ следеће године вратио се из пензије, и наредне четири године (1893—97) као контрактуални професор предавао је грчки језик на Великој школи у Београду. Краљ Александар му је уочи одласка из Београда доделио Орден Св. Саве 3. реда. Коначно се пензионисао 1897, и до смрти је живео у Вараждину.

## Академик
- Дописни члан Српског ученог друштва (од 1884)[7]

- Почасни члан Српске краљевске академије (од 1892)[7]
- Дописни члан Југославенске академије знаности и умјетности (од 1882)[1]
- Почасни члан Матице српске[1]

## Одабрана дела
- Нацрт наше метрике народне обзиром на стихове других народа а особито Словена (1879)
- И опет о метрици народнијех пјесама (1888)
- Фигуре у нашем народном пјесничтву с њиховом теоријом (Загреб, 1880)
- Њекоје, већином синтактичке разлике између чакавштине, кајкавштине и штокавштине (1887)